# Alexander Lind
Alexander Lucas Lind Rasmussen (* 26. Juni 2002 in Hørning) ist ein dänischer Fußballspieler. Er steht seit dem Sommer 2024 beim Pisa Sporting Club in der italienischen Serie B unter Vertrag. 

## Karriere

### Verein
Alexander Lind wechselte im Jahr 2016 von Hørning IF in die Jugendabteilung von Silkeborg IF und gab am 15. Dezember 2019 im Alter von 17 Jahren bei der 0:1-Niederlage im Auswärtsspiel gegen Lyngby BK sein Profidebüt in der Superligaen. Er kam in der Folgezeit noch einige weitere Male für die erste Mannschaft im Punktspielbetrieb zum Einsatz, immer als Einwechselspieler, wobei ihm in der Abstiegsrunde zwei Tore gelangen. Silkeborg IF und Lind stiegen schließlich zum Saisonende aus dem Oberhaus ab und in der Zweitklassigkeit kam dieser ebenfalls zu seinen Einsätzen, wobei er auch dieses Mal häufiger nur als Einwechselspieler eingesetzt wurde. Mit insgesamt drei Toren in der regulären Saison sowie in der Aufstiegsrunde trug er zum umgehenden Wiederaufstieg in die Superligaen bei. Wieder im dänischen Oberhaus angekommen, schaffte der Verein nicht nur den Klassenerhalt, sondern qualifizierte sich als Tabellensechster für die Meisterrunde und kam schließlich als Dritter ins internationale Geschäft. Alexander Lind kam in dieser Spielzeit zunächst in jeder Partie zum Einsatz, war allerdings in der Folgezeit über ein Jahr verletzt. In der Saison 2022/23 kam er zu 15 Pflichtspieleinsätzen und schoss dabei zwei Tore, wobei er mit Silkeborg IF in der UEFA Europa Conference League spielte und dort nach der Gruppenphase ausschied. Im Ligaalltag konnte Lind mit seinem Verein den Erfolg aus der vorangegangenen Saison nicht wiederholen und die Silkeborger mussten in die Abstiegsrunde, wobei auch dieses Mal der Klassenerhalt gelang. Am 9. Mai 2024 gewann er dann seinen erstel Titel der Karriere, im nationalen Pokal schlug man im Finale den Ligarivalen Aarhus GF mit 1:0. Drei Monate später wechselte Lind weiter zum italienischen Zweitligisten Pisa Sporting Club.

### Nationalmannschaft
Von 2018 bis 2023 absolvierte Lind insgesamt neun Partien für diverse dänischen Jugendnationalmannschaften und erzielte dabei einen Treffer. Dieser fiel am 24. Oktober 2018 im EM-Qualifikationsspiel der U17-Auswahl gegen Georgien (3:1)

## Erfolge
- Dänischer Pokalsieger: 2024